# Universidad Nacional de Hurlingham
La Universidad Nacional de Hurlingham (UNAHUR) es una universidad nacional pública argentina ubicada en la localidad de Hurlingham, en la provincia de Buenos Aires, Argentina. Se trata de una institución pública y gratuita, creada para resolver una demanda regional, aportando innovación y desarrollo tecnológico.Actualmente posee oferta de carreras de pregrado, grado y posgrado, así como también oferta de talleres deportivos, culturales y de oficios.

## Historia
La UNAHUR fue creada mediante la Ley N.º 27.016 sancionada en noviembre de 2014 y promulgada en diciembre del mismo año.  En noviembre de 2015 la Comisión Nacional de Evaluación y Acreditación Universitaria emitió el dictamen favorable para el inicio de actividades de la universidad, en el mismo año asume como rector organizador el Lic. Jaime Perczyk, quien previamente había ocupado el cargo de secretario del Ministerio de Educación y Deportes de la Nación. En 2016 comienza  con  el objetivo de contribuir al desarrollo local y nacional a través de la producción y distribución equitativa de conocimientos e innovaciones científico-tecnológicas.
La universidad ofrece diversas ofertas académicas en las áreas de educación, tecnología e ingeniería, salud y biotecnología. Las carreras cuentan con planes de estudio modulares y titulación intermedia, facilitando una temprana inserción laboral.
Además, cuenta con un establecimiento abierto a la comunidad orientado al fomento de la investigación científica y tecnológica. Al mismo tiempo, la Universidad  impulsa  actividades de extensión (talleres culturales, deportivos, cursos y voluntariados) para la comunidad.

## Carreras
La oferta académica de la UNAHUR responde al objetivo definido en el Art. 3 de su ley de creación, que determina que «de acuerdo a las características de la región, garantizará la implementación de carreras con inserción en el mercado laboral, evitando la superposición de oferta a nivel geográfico y disciplinario con las universidades instaladas en el Gran Buenos Aires» La propuesta inicial fue diseñada sobre esta base y contemplando la realidad productiva regional, que se orienta a «alimentos y bebidas, desarrollo automotriz y metalmecánico» y presenta un «déficit de recursos humanos en el campo de la salud». Las carreras se desarrollan en cuatro institutos y su modalidad de cursada puede ser presencial, virtual o combinada según cada materia. De acuerdo a su sitio web, la oferta académica 2023 se organiza de la siguiente manera:
| Instituto                            | Carreras |
| ------------------------------------ | --- |
| Instituto de Educación               | - Licenciatura en Educación (Ciclo de complementación curricular) - Profesorado Universitario de Biología (grado) - Profesorado Universitario en Educación Física (grado) - Profesorado Universitario de Letras (grado) - Profesorado Universitario de Matemática (grado) - Profesorado Universitario de Inglés (grado) - Profesorado Universitario de Geografía (grado) |
| Instituto de Tecnología e Ingeniería | - Tecnicatura Universitaria en Energía Eléctrica (pregrado) - Tecnicatura Universitaria en Electromovilidad (pregrado) - Ingeniería Eléctrica (grado) - Tecnicatura Universitaria en Metalurgia (pregrado) - Ingeniería Metalúrgica (grado) - Tecnicatura Universitaria en Diseño Industrial (pregrado) - Licenciatura en Diseño Industrial (grado) - Tecnicatura Universitaria en Redes y Operaciones informáticas (pregrado) - Tecnicatura Universitaria en Programación (pregrado) - Tecnicatura Universitaria en Programación de videojuegos (pregrado) - Tecnicatura Universitaria en Inteligencia Artificial (pregrado) - Licenciatura en Informática (grado) - Tecnicatura Universitaria en Mantenimiento Hospitalario (pregrado) - Tecnicatura Universitaria en Mantenimiento Industrial (pregrado) - Licenciatura en Gestión del Mantenimiento (grado) |
| Instituto de Salud Comunitaria       | - Enfermería Universitaria (pregrado) - Licenciatura en Enfermería (grado) - Licenciatura en Kinesiología y Fisiatría (grado) - Licenciatura en Obstetricia (grado) - Licenciatura en Nutrición (grado) |
| Instituto de Biotecnología           | - Tecnicatura Universitaria en Laboratorios (pregrado) - Licenciatura en Biotecnología (grado) - Tecnicatura Universitaria en Ciencias del Ambiente (pregrado) - Licenciatura en Gestión Ambiental (grado) - Tecnicatura Universitaria en Tecnología de los Alimentos (pregrado) - Licenciatura en Tecnología de los Alimentos (grado) - Tecnicatura Universitaria en Viverismo (pregrado) - Tecnicatura Universitaria en Producción Agroecológica Periurbana (pregrado) |

Como oferta de posgrado la Universidad dicta: Especialización en Pedagogías de la imagen; Especialización en Educación Física para personas con discapacidad; Especialización en Alfabetización Inicial; Especialización en Docencia Universitaria; Especialización en Política Educativa; Maestría en Política Educativa; Doctorado en Educación y Especialización en Salud Comunitaria y Maestría en Salud Comunitaria.

## Actividades de extensión universitaria
La universidad cuenta con una biblioteca en la cual los alumnos pueden acceder al material  bibliográfico con su posterior devolución. Cuenta también SUM (salón de usos múltiples), kiosco, centro de copiado, biofábrica (para los alumnos y docentes del instituto de Biotecnología) aire acondicionado y  televisores en las aulas.
Además, tienen la posibilidad de acceder a:

### Talleres deportivos
- Fútbol 11 (destinado a mayores de 16 años)
- Futsal (destinado a mayores de 16 años)
- Balonmano (destinado a mayores de 16 años)
- Judo (destinado a mayores de 8 años)
- Natación (destinado a mayores de 16 años)
- Tiro con arco (destinado a mayores de 8 años)
- Aikido (destinado a mayores de 8 años)
- Tenis de mesa (destinado a mayores de 8 años)
- Vóley (destinado a mayores de 16 años)

### Talleres culturales y artísticos
- Danza Clásica (Destinado a niños/as de nivel primario)
- Tango (Mayores de 18 años)
- Folklore (Mayores de 18 años)
- Muralismo y Arte público (Mayores de 16 años)
- Teatro (Mayores de 18 años)
- Radio - Operación, edición y artística radial (Mayores de 18 años)
- Orquesta Infantojuvenil (para niños/as y jóvenes entre 8 y 16 años)
- Orquesta (mayores de 17 años)
- Coro (mayores de 16 años)

## Otras actividades de interés
En 2021 la UNAHUR puso en marcha la Escuela Universitaria de Inglés (EUdI), una propuesta de educación gratuita y destinada a chicos y chicas de entre 11 a 15 años que asisten a escuelas públicas de Hurlingham, Villa Tesei y William Morris. 
La propuesta formativa plantea un trayecto que abarca 14 (catorce) niveles cuatrimestrales que van desde el inicial hasta el avanzado,  con el fin de alcanzar un dominio de la lengua inglesa para el desarrollo de las cuatro habilidades: hablar, leer, escribir y escuchar. A su vez, las clases de la Escuela están a cargo de docentes, egresados y egresadas del Profesorado Universitario de Inglés que se dicta en la Universidad. 
Actualmente, más de 1.000 jóvenes de todo Hurlingham se encuentran cursando en la EUdI.